# Joseph seine Träume erzählend (Rembrandt)
Joseph seine Träume erzählend (auch Joseph erzählt seine Träume, englisch Joseph Telling His Dreams) ist eine Radierung von Rembrandt van Rijn von 1638. Sie zeigt den biblischen jungen Joseph im Kreise seiner Familie. Die Drucke sind zwischen 8,6 × 7,9 und 11 × 8,3 Zentimeter groß.

## Beschreibung
Die Radierung stellt eine Szene aus dem 1. Buch Mose (Genesis) 37, 5-11 dar, in der der junge Joseph seinem Vater Jakob und seinen Brüdern seine Träume erzählt, dass sie sich eines Tages vor ihm verneigen werden. Der Junge steht im Mittelpunkt der Darstellung, links sitzt im Lehnstuhl sein Vater Jakob, darüber ist ein Bruder (Ruben?) mit einer älteren Frau (Leah), auf der rechten Seite sind mehrere weitere Brüder, die sich teilweise von Joseph abwenden. Am unteren rechten Bildrand sitzt eine junge Frau, die aus einem Buch liest.

## Sammlungen
Von der Radierung sind von mehreren Zuständen zahlreiche Drucke erhalten, die sich unter anderen im British Museum, in der National Gallery of Art, dem Kupferstichkabinett Dresden, dem Künstlerhaus Wien, der Leeds Art Gallery, dem Museum of New Zealand Te Papa Tongarewa und in weiteren Sammlungen befinden.
Bei Auktionen erzielten Drucke 2017 einen Preis von 1800 Euro und 2018 von 3250 Euro.